# Arat Dink
Arat Dink (armenisch Արաթ Դինք; * 1979 in Istanbul, Türkei) ist ein türkischer Journalist armenischer Abstammung und Herausgeber der Agos, einer zweisprachig türkisch-armenischen Wochenzeitung in Istanbul. Er ist der Sohn des vorherigen Chefredakteurs Hrant Dink, der 2007 vom türkischen Rechtsextremisten Ogün Samast ermordet wurde.

## Gerichtsverfahren gegen Hrant Dink
Arat Dink wurde im dritten und letzten Fall, der gegen Hrant Dink wegen „Verunglimpfung des Türkentums“ gemäß Artikel 301 des Türkischen Strafgesetzbuches eröffnet wurde, als Mitangeklagter des Chefredakteurs von Agos vor Gericht gestellt – zusammen mit Serkis Seropyan, Inhaber der Veröffentlichungslizenz der Wochenzeitung. Der Fall wurde im September 2006 eröffnet, nachdem Agos am 14. Juli 2006 ein Interview von Hrant Dink durch Reuters wiederveröffentlichte, wo Hrant die Massenmorde 1915 an Armeniern im Osmanischen Reich als Völkermord bezeichnete.

Die Klage gegen Hrant Dink, ursprünglich auf den 22. März 2007 gesetzt, wurde wegen seiner Ermordung in der ersten Verhandlung des Falles fallengelassen und die Verhandlung verschoben auf den 14. Juni 2007. Sie wurde gegen Serkis Seropyan und Arat Dink fortgesetzt – mit der zweiten Verhandlung am 18. Juli 2007. Bei der Gerichtsverhandlung bezichtigte Arat Dink die Richter, dass sie zur Ermordung seines Vaters beigetragen hätten. Arat sagte (zitiert von der Nachrichtenagentur Anatolien): 

„Ich denke, es ist primitiv, absurd und gefährlich, die Anerkennung des historischen Ereignisses Völkermord als Beleidigung der türkischen Identität zu betrachten.“

## Verfahren wegen „Beleidigung des Türkentums“
Am 11. Oktober 2007 wurde Arat Dink wegen „Beleidigung der türkischen Identität“ verurteilt, da er zuvor die Bemerkungen seines Vaters wiederveröffentlicht hatte. Er wurde dazu wegen „Beleidigung des Türkentums“ zu einem Jahr auf Bewährung verurteilt, wie zuvor sein Vater.

## Ehrungen und Auszeichnungen
Arat Dink wurde am 21. April 2008 mit dem Guardian Journalism Award des Index on Censorship ausgezeichnet.